# Guvernul Alexandru Averescu (3)
Guvernul Alexandru Averescu (3) a fost un consiliu de miniștri care a guvernat România în perioada 30 martie 1926 - 4 iunie 1927.

## Componența

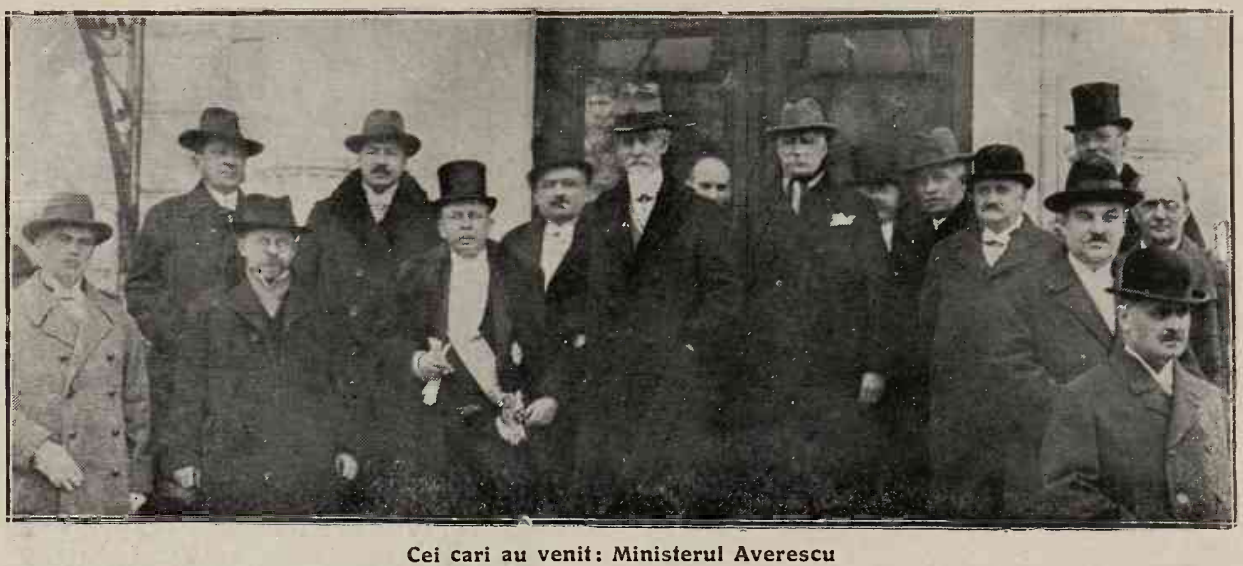
Guvernul condus de Alexandru Averescu la investitură

- Președintele Consiliului de Miniștri

General Alexandru Averescu (30 martie 1926 - 4 iunie 1927)
- Ministrul de interne

Octavian Goga (30 martie 1926 - 4 iunie 1927)
- Ministrul de externe

Ion Mitilineu (30 martie 1926 - 4 iunie 1927)
- Ministrul finanțelor

Ion I. Lapedatu (30 martie 1926 - 19 martie 1927)
General Alexandru Averescu (19 martie - 4 iunie 1927)
- Ministrul justiției

Theodor Cudalbu (30 martie 1926 - 4 iunie 1927)
- Ministrul de război

General Ludovic Mircescu (30 martie 1926 - 4 iunie 1927)
- Ministrul lucrărilor publice

Petru Groza (30 martie - 14 iulie 1926)
Constantin Meissner (14 iulie 1926 - 4 iunie 1927)
- Ministrul comunicațiilor

General Gheorghe Văleanu (30 martie 1926 - 4 iunie 1927)
- Ministrul industriei și comerțului

General Constantin Coandă (30 martie - 14 iulie 1926 - 4 iunie 1927)
Mihail Berlescu (14 iulie 1926 - 4 iunie 1927)
- Ministrul instrucțiunii publice

Petre P. Negulescu (30 martie - 14 iulie 1926)
Ion Petrovici (14 iulie 1926 - 4 iunie 1927)
- Ministrul cultelor și artelor

Vasile Goldiș (30 martie 1926 - 4 iunie 1927)
- Ministrul agriculturii și domeniilor

Constantin Garoflid (30 martie 1926 - 4 iunie 1927)
- Ministrul muncii, cooperației și asigurării sociale

Grigore Trancu-Iași (30 martie 1926 - 4 iunie 1927)
- Ministrul sănătății și ocrotirii sociale

Ioan Lupaș (30 martie 1926 - 4 iunie 1927)
- Ministru de stat (fără portofoliu)

Niță Sergiu (30 martie 1926 - 4 iunie 1927)
Dori Popovici (30 martie 1926 - 4 iunie 1927)
Ion Petrovici (30 martie - 14 iulie 1926)
Petru Groza (14 iulie 1926 - 4 iunie 1927)
General Constantin Coandă (10 august - 14 noiembrie 1926) - însărcinat și cu interimatul președinției Consiliului de Miniștri
General Ioan Rășcanu (5 ianuarie - 4 iunie 1927) - comisar superior al Guvernului în Basarabia și Bucovina

## Sursa
- Stelian Neagoe - "Istoria guvernelor României de la începuturi - 1859 până în zilele noastre - 1995" (Ed. Machiavelli, București, 1995)

| Precedat(ă) de: Guvernul Ion I.C. Brătianu (6) | Guvernul Alexandru Averescu (1) Averescu 1\| Averescu 2\| Averescu 3 30 martie 1926 - 4 iunie 1927 | Succedat(ă) de: Guvernul Barbu Știrbei |

Format:Third Alexandru Averescu Cabinet